# Olvido Hormigos
Olvido Hormigos Carpio (Los Yébenes; Toledo, 16 de febrero de 1971) es una colaboradora de televisión española, exconcejala de Los Yébenes con el PSOE. Se hizo conocida a raíz de la difusión no consentida de un vídeo íntimo suyo en internet en 2012. Desde entonces, ha colaborado en diversos programas de televisión, trabajando en Telecinco a partir de 2013.

## Biografía
Nació el 16 de febrero de 1971 en Los Yébenes, en la provincia de Toledo. Fue concejala de dicho municipio por el PSOE, hasta que en el verano de 2012 se dio a conocer públicamente por la difusión a través de internet, sin su consentimiento, de un vídeo íntimo en el que aparecía masturbándose. Hormigos denunció su difusión como delito contra la intimidad, acusando tanto a su expareja —quien había sido el primero en recibir el vídeo, enviado por la propia Hormigos—, como al alcalde de Los Yébenes, que supuestamente ayudó a propagarlo. La denuncia quedó archivada al entender el juez que no existía delito puesto que la legislación española requiere para ello que el material privado sea robado o apropiado ilícitamente, algo que no había ocurrido. El caso apareció en prensa española y en el periódico estadounidense New York Daily News, tras su primer posado en la revista Interviú; Hormigos fue entrevistada en los programas de televisión Equipo de investigación de Antena 3, El programa de Ana Rosa en Telecinco y Las mañanas de Cuatro en Cuatro.
Una vez abandonado su partido político concursó en el programa de saltos desde trampolín de Telecinco ¡Mira quién salta! y se convirtió en colaboradora temporal de Sálvame donde presentaba la sección "La caravana del Olvido", donde buscaba un «cuerpo del verano» en la costa y discotecas españolas. También ha sido portada de la revista Interviú y concursó en julio de 2013 en el reality de Telecinco Campamento de verano.
Está casada con el carpintero toledano Jesús Atahonero Rico, nacido en 1966.[cita requerida] 
El 30 de octubre de 2013, Olvido fue jurado de la gala "Chica Interviú". El sábado 9 de noviembre de 2013 fue entrevistada en el programa Abre los ojos... y mira de Telecinco. A finales de 2013 posó para el calendario Interviú de 2014. El 18 de enero de 2014 acudió al programa Abre los ojos... y mira acompañada de su marido para ser entrevistados. En junio de 2014 posó desnuda mostrando su embarazo para La otra crónica a pocas semanas de estar de parto. El 31 de julio de 2014 nació su tercer hijo, una niña llamada Valeria. El 11 de enero de 2015 entra como concursante en la tercera edición del reality Gran Hermano VIP siendo la primera expulsada con un 53,7%. Permaneció once días y fue una concursante polémica, debido a sus enfrentamientos con otros concursantes, entre ellos Belén Esteban. El 18 de junio de 2015 publicó una novela titulada El abrazo infiel. En junio de 2016 comenzó a trabajar en Mujeres y hombres y viceversa como «asesora del amor».

## Programas

### En televisión

#### Participando en el programa
- ¡Mira quién salta! (2013); concursante - Telecinco
- Sálvame (2013-2018); colaboradora y encargada de la sección 'La caravana del Olvido', además de entrevistada - Telecinco
- De buena ley (2013); colaboradora (1 episodio) - Telecinco
- Campamento de verano (2013); concursante - Telecinco
- Gran Hermano VIP 3 (2015), concursante - Telecinco
- Gran Hermano VIP 4 (2016), colaboradora - Telecinco
- Mujeres y hombres y viceversa (2016-2017), asesora del amor - Telecinco
- Gran Hermano VIP 5 (2017), defensora - Telecinco
- Ven a cenar conmigo: Gourmet edition (2018), participante - Cuatro

#### Como entrevistada
- Equipo de investigación - (2012) - Antena 3
- Las mañanas de Cuatro - (2012) - Cuatro
- La mañana de La 1 - La 1
- Espejo Público - (2012, 2014, 2019, 2020) Antena 3
- Al rojo vivo - La Sexta
- El programa de Ana Rosa - (2013,2015); (4 entrevistas) - Telecinco
- Deluxe - (2013-2022); (21 entrevistas) - Telecinco
- Abre los ojos... y mira - (2013-2014); (2 entrevistas) - Telecinco
- Hable con ellas - (2015, 2016); - Telecinco
- Viva la vida - (2019); - Telecinco
- ¡De viernes! - (2024); - Telecinco

### En radio

#### Como entrevistada
- Onda Cero - 2012
- Cadena SER - 2012
- ABC Radio - 2012

### Entrevistas en internet
- El 2 de septiembre salió publicada una entrevista realizada por Tamara Gorro en su propio blog, El gorro de Tamara.
- Cocinando con Olvido Hormigos, una sección en video de ElMundoTV (1 entrevista)
- Reportaje para la revista en línea Primera Línea (1 entrevista)

### Jurado
- Gala "Chica Interviú" el 30 de octubre de 2013.
- El mánager (2013); (1 episodio- Jurado) - TV Canaria